# アドベンチャーKiD
『アドベンチャーKiD』（アドベンチャーキッド）は、前田俊夫による日本の成人向け漫画作品。および原作を基にしたアダルトアニメ。

## 登場人物
羽生 則和（はぶ のりかず）
本作の主人公であるゲーム好きの少年。
みどり
則和と一緒にいた少女。実は真砂博士の妻の生まれ変わりである。
真砂博士（まさごはかせ）
コンピュータの開発者。
江岸娘（えがんこ）
地獄で則和らが出会った煽情的な鬼の娘。
角太郎（つのたろう）
地獄の王子のメガネをかけた鬼だが、みどりにやりこめられ腰巾着となる。角太郎はみどりが名づけたニックネームで、本名は鬼ン眼(きんがん)。

## 書誌情報
- 『アドベンチャーKiD 1』 1988年10月発売 ISBN 4898290655
- 『アドベンチャーKiD 2』 1988年11月発売 ISBN 4898290663
- 『アドベンチャーKiD 3』 1989年4月発売 ISBN 4898290728
- 『アドベンチャーKiD 4』 1989年10月発売 ISBN 4898290795

## アダルトアニメ
1992年から1993年まで『妖獣戦線 アドベンチャーKID』（ようじゅうせんせん アドベンチャーキッド）のタイトルで全3巻のOVAが発売された。『超神伝説うろつき童子』のスタッフが再結集して制作され、飯島愛・黛ミキ・青山ちはるが声優に初挑戦した作品。

### あらすじ
妖獣戦線 アドベンチャーKID
羽生則和は家の裏庭から第二次大戦時のものと思われるコンピュータを見つけた。コンピュータを起動させると、彼はその場にいた少女みどりとともに卑猥な化け物が跋扈する地獄へと転送される。
則和は仲間になった煽情的な鬼の娘・江岸娘（エガンコ）から思いを寄せられる一方、変態性欲の持ち主である怪物の王子はすぐさまみどりの言いなりになった。

妖獣戦線 アドベンチャーKID2 煉獄快楽篇
地獄から生還した則和とみどりが目にしたのは、庭で発見した例のコンピュータによって支配された現実世界だった。2人は、世界を基に戻すべく、第二次世界大戦が起きている時代へタイムスリップする。

妖獣戦線 アドベンチャーKID3 愛の妙薬
江岸娘は愛の妙薬で則和をわがものにしようとして、みどりと同じ学校の自己中心的な男・雪本を恋に落としてしまった。
やがて、妙薬は混ざり合い、登場人物たちはそれぞれにふさわしい相手と結ばれる。

### スタッフ
- 原作：前田俊夫（ワニマガジン社刊）
- 総監督：高山秀樹[1][2]
- 監督：藤本義孝 [2話・3話]
- 脚本：大和屋竺 [1話]、薩川昭夫 [2話・3話]
- 演出：藤本義孝
- キャラクターデザイン・作画監督：金剛寺弾 [1話]、音無竜之介 [2話]、高橋勇治 [3話]
- 絵コンテ：金剛寺弾 [1話]、藤本義孝 [2話・3話]
- 美術監督：小泉壮平
- 撮影監督：安原吉晃
- 音楽：天野正道

### 映像ソフト
VHS/LD
- 『妖獣戦線 アドベンチャーKID』 1992年7月21日発売 VHS:SWVC-2001 / LD:SWLD-2001
- 『妖獣戦線 アドベンチャーKID2 —煉獄快楽篇—』 1993年3月21日発売 VHS:SWVC-2002 / LD:SWLD-2002
- 『妖獣戦線 アドベンチャーKID3 —愛の妙薬—』 1993年10月21日発売 VHS:SWVC-3003 / LD:SWLD-2003

DVD
- 『妖獣戦線 アドベンチャーKID』 2001年2月21日発売 TKBU-5036
- 『妖獣戦線 アドベンチャーKID2 —煉獄快楽篇—』 2001年2月21日発売 TKBU-5037
- 『妖獣戦線 アドベンチャーKID3 —愛の妙薬—』 2001年2月21日発売 TKBU-5038

### 日本国外での販売
1990年代半ばには、セントラル・パーク・メディアが本作の北米での販売権を獲得し、破産する2009年まで権利を保持した。
セントラル・パーク・メディアは、アニメ18というレーベルの中で全2巻のVHS/CD-ROMで構成された字幕版を発売したのち、全1巻のVHSから成る吹き替え版を発売したほか、2001年には、DVD版も発売した。
イギリスではKidという単語が性的な要素をわかりにくくする恐れがあったため、Adventure Duoに改題され、全英映像等級審査機構の審査を通過するために、第1巻の1分間のシーンと第3巻の9分間以上のシーンがそれぞれカットされた。
1990年代にはパラドックスから全3巻のVHSが発売されたほか、2002年には全1巻のDVDがKiseki Filmsから発売された。

## 反響

### アダルトアニメ版に対する評価
Mariana Ortega-Brenaは、雑誌 Sexuality & Cultureの中で、本作が通常の成人向け漫画よりも暗い内容であることから、ポルノとSFホラーとスプラッター映画の間にあると位置づけた。
500 Essential Anime Moviesのヘレン・マッカーシーは「ポルノグラフィーとシットコムの狂気じみた混合物」と評し、 Squential Tart'のSheena McNeil は「たくさんのユーモアに満ちたエロティック・ファンタジー」と評した。
ジョナサン・クレメンツとマッカーシーはThe Anime Encyclopediaにおいても、本作のホラー要素について言及する一方、マクニールはエロティック・グロテスクと評している。
Mania.comのクリス・ビバレッジは原爆投下のシーンは『博士の異常な愛情 または私は如何にして心配するのを止めて水爆を愛するようになったか』の演出方法と似ていると指摘し、ブラッド・フィーデルが作曲したターミネーター2のメインテーマのあからさまなパロディがあると指摘した。
クレメンツとマッカーシーは異星人の少女が転がり込むという設定からして、本作は『うる星やつら』にエロ要素を追加したような内容であり、ユーモアは前田の過去作品である『超神伝説うろつき童子』に通ずるところがあると評した。